# Berezovîi Hai, Semenivka
Berezovîi Hai (în ucraineană Березовий Гай) este un sat în comuna Hotiivka din raionul Semenivka, regiunea Cernihiv, Ucraina.

## Demografie
Componența lingvistică a localității Berezovîi Hai
     Ucraineană (83,33%)
     Rusă (16,67%)
Conform recensământului din 2001, majoritatea populației localității Berezovîi Hai era vorbitoare de ucraineană (83,33%), existând în minoritate și vorbitori de rusă (16,67%).